# Daewoo
Daewoo (en hangul, 대우) fue un conglomerado de empresas multinacionales con sede en Seúl, Corea del Sur, que existió desde 1967 hasta 1999.
El grupo fue fundado en 1967 por el empresario Kim Woo-choong, y durante tres décadas formó parte del modelo económico de grandes conglomerados —chaebol— que impulsó la transformación económica de Corea del Sur, haciéndose fuerte en numerosos sectores como la industria automotriz, la construcción, los astilleros navales y la electrónica de consumo. En su mejor época fue el segundo conglomerado más grande del país, solo superado por Hyundai, en un crecimiento marcado por la compra de otras empresas y las ayudas económicas.
En la década de 1990 atravesó serios problemas financieros, fruto del endeudamiento contraído por sus planes de expansión, que se agravaron tras el estallido de la crisis financiera asiática. En agosto de 1999, Daewoo se declaró en bancarrota con una deuda superior a los 80.000 millones de dólares y el gobierno surcoreano lo desmanteló en noviembre del mismo año para evitar un colapso de la economía. El fundador Woo-chong permaneció seis años huido de la justicia y finalmente fue condenado por fraude contable y evasión de capitales.
Después de declararse en quiebra, las distintas filiales de Daewoo fueron adquiridas o absorbidas por otras empresas. En algunos casos se ha mantenido la denominación histórica, mientras que en otros se ha optado por una nueva marca.

## Historia
El conglomerado Daewoo fue fundado el 22 de marzo de 1967 por un grupo de empresarios liderado por Kim Woo-choong (1936-2019), licenciado por la Universidad Yonsei e hijo del gobernador provincial de Daegu. La empresa fue bautizada Daewoo (en coreano, «gran universo»), un juego de palabras entre la palabra «grande» y el apellido del fundador.
El desarrollo de Daewoo está ligado a las políticas económicas del gobierno autoritario de Park Chung-hee, que otorgaba ayudas a los conglomerados —chaebol— a cambio de inversiones en sectores estratégicos para levantar Corea del Sur después de la guerra. En un primer momento Daewoo apostó por la industria textil, y a partir de los años 1970 diversificó su negocio a otras divisiones como la construcción, la industria armamentística y la automoción, mediante la absorción de empresas deficitarias, hasta convertirse en uno de los mayores conglomerados del país.
Daewoo tenía una estructura centralizada donde Woo-choong asumía el control del conglomerado y sus familiares estaban a cargo de las empresas subsidiarias. En 1975 estableció una constructora que obtuvo importantes contratos de la administración para levantar viviendas e infraestructuras en Corea del Sur, ligadas al desarrollo económico de la segunda mitad del siglo XX. También fue una de las primeras en asumir obras en África y Oriente Medio. En 1978 incursionó en la construcción naval mediante la compra del astillero de Okpo, el más grande de Corea del Sur; si bien Woo-choong era reticente a participar, resultó uno de los sectores más rentables por su rapidez en la fabricación y por el bajo coste de las exportaciones.
El otro pilar de Daewoo era la industria automotriz desde la compra en 1978 de Saehan Motors, una filial participada por General Motors. En 1983 fue renombrada Daewoo Motors y pasó a fabricar utilitarios de bajo coste sobre modelos ya existentes de GM, lo que le permitió hacerse un hueco en el mercado internacional.
A raíz de la liberalización económica de Corea del Sur en los años 1980, Daewoo asumió un ambicioso plan de expansión internacional cuyo punto fuerte era la fabricación de bajo coste y la mano de obra barata, y que se benefició de una mayor demanda tras el colapso del bloque comunista. Para ello alcanzó acuerdos con fabricantes europeos y estadounidenses en sectores como la construcción naval, la industria pesada, los semiconductores, la defensa militar e incluso la investigación aeroespacial. Además, Daewoo Motors se convirtió en el sexto fabricante mundial, y a partir de 1992 compró la participación de GM para desarrollar sus propios utilitarios.
En los años 1990, Daewoo era el segundo chaebol más grande de Corea en volumen de negocio, por detrás de Hyundai, y representaba el 5% del producto interno bruto nacional. Sin embargo, su crecimiento se había sustentado sobre un excesivo endeudamiento. Después de la llegada de la democracia en Corea del Sur, el grupo no supo hacer frente a los cambios sociales y financieros —en parte por su modelo de gestión familiar— y mostró una fuerte resistencia a la liberalización económica. Daewoo mantuvo su plan de expansión con una nueva división de electrodomésticos, Daewoo Electronics (1993), y la compra de empresas endeudadas como el fabricante de automóviles SsangYong (1997). Además, Kim Woo-choong asumió la presidencia de la Federación de Industrias Coreanas, un consorcio de chaebol, para mantener su influencia. En aquella época Woo-chong ya estaba siendo investigado por presuntos casos de corrupción.

### Desaparición de Daewoo
La situación de Daewoo se hizo insostenible tras el estallido de la crisis financiera asiática en 1997 y su impacto en Corea del Sur. El nuevo ejecutivo del país, liderado por Kim Dae-jung, tomó medidas reformistas para rebajar el peso de los grandes conglomerados y reducir los créditos bancarios, ya que la crisis de los chaebol amenazaba la economía nacional. Daewoo no podía asumir las deudas contraídas pero, lejos de frenar su plan de expansión, había incrementado la deuda en un 40% con la compra de catorce filiales en 1998.
En julio de 1999 se hizo público que Daewoo, en aquel momento el segundo mayor conglomerado, debía más de 50.000 millones de dólares. Un mes después, el 16 de agosto de 1999, los acreedores de Daewoo hicieron público un acuerdo con el gobierno surcoreano para desmantelar el conglomerado, que de inmediato se declaró en bancarrota. La negativa del gobierno surcoreano a rescatar Daewoo fue interpretada también como un aviso a las grandes empresas para que acelerasen sus desinversiones. Finalmente, Daewoo dejó de existir el 1 de noviembre de 1999 y la administración subastó sus filiales para compensar a los acreedores.
Kim Woo-choong huyó a Vietnam y después a Francia para no enfrentarse a la justicia surcoreana, que había abierto cargos contra él por malversación, evasión de capitales y fraude contable para acceder a nuevos créditos. En 2005 regresó a Corea del Sur y fue condenado a ocho años de cárcel y el pago de una multa de 22.000 millones de dólares. Dos años más tarde fue indultado por el presidente Roh Moo-hyun.

### Situación posterior
El gobierno surcoreano subastó todas las filiales de Daewoo a distintos grupos. Algunos de ellos mantuvieron la denominación Daewoo o la integraron en sus siglas, mientras que otros optaron por un cambio de nombre.
Daewoo Motors, la filial más conocida a nivel internacional, fue adquirida en 2001 por General Motors y renunció progresivamente a la marca Daewoo para convertirse en GM Korea. Desde 2005 todos los modelos de Daewoo en Europa, Asia y Oriente Medio pasaron a ser fabricados bajo la marca Chevrolet; en Oceanía quedaron bajo la marca Holden, actualmente desaparecida, y en la Comunidad de Estados Independientes se convirtieron en Chevrolet o Ravon. La india Tata Motors adquirió la división de camiones pesados —Tata Daewoo— y la surcoreana Young An tomó el control de la división de autobuses —Zyle Daewoo—.
La división de electrónica de consumo tuvo distintos propietarios y desde 2018 se la conoce como Winia Electronics, el tercer mayor fabricante surcoreano de electrodomésticos por detrás de Samsung y LG. Actualmente Daewoo es una empresa de electrónica de excelencia con récord de ventas en Latinoamérica.
La división de astilleros se convirtió en DSME y desde 2022 pertenece al grupo Hanwha, que la rebautizó como Hanwha Ocean.
En otros casos hubo escisiones de la Daewoo original a través de empresas independientes entre sí. Daewoo E&C se quedó los negocios de construcción e ingeniería civil, mientras que Daewoo Logistics asumió la explotación de terrenos y transporte de mercancías. Esta última firma anunció en 2008 que había comprado 1,3 millones de hectáreas de terreno en Madagascar —aproximadamente un 40% de su territorio— para cultivar biocarburante, aceite de palma y maíz, pero dicho acuerdo fue revertido por el presidente Andry Rajoelina un año después.

## Estructura

Edificio construido por Daewoo en el centro financiero de Trípoli, Libia.

En el momento de su desaparición, Daewoo aseguraba contar con 33 empresas en Corea del Sur, más de 370 subsidiarias a nivel mundial, y una plantilla de 320.000 trabajadores entre puestos directos e indirectos. Daewoo dividía su negocio en seis áreas: instrumentos financieros, automoción, industria pesada y naval, construcción, electrónica y telecomunicaciones, y sector servicios. Se estima que su actividad total representaba el 5% del producto interno bruto surcoreano.
El presidente del grupo, Kim Woo-choong, impuso una estructura de integración vertical donde los familiares estaban al cargo de las empresas subsidiarias, tal y como sucedía en otros conglomerados surcoreanos. En ese sentido, Woo-chong se mantuvo al frente de Daewoo desde su fundación hasta su desmantelamiento. Desde su creación se benefició de las políticas económicas de los ejecutivos de la época, bajo los mandatos autoritarios de Park Chung-hee y Chun Doo-hwan, que otorgaban ayudas públicas a cambio de que las empresas invirtieran en sectores clave para el desarrollo de Corea del Sur. Además, la firma supo establecer sociedades mixtas con multinacionales, caso de General Motors en Daewoo Motors, y llegó a acuerdos con países de Oriente Medio y África para construir viviendas y buques navales. Parte de su crecimiento se explica por la absorción de empresas deficitarias para diversificar su cartera, algo que terminó siendo un arma de doble filo.
Con el estallido de la crisis financiera asiática, Daewoo trató de mantener e incluso incrementar su tamaño, aun cuando el resto de chaebol ya estaban desarrollando planes de reducción. De este modo, la deuda total del grupo ascendió a 80.000 millones de dólares. El otro gran afectado por el estallido de la crisis de 1997, el grupo Hyundai, se deshizo de sus activos menos rentables y evitó así correr la misma suerte que Daewoo.